# Erwin Conradi
Erwin Conradi (* 12. Februar 1935 in Frankfurt am Main) ist ein deutscher Manager. Er war von 1996 bis 2000 Aufsichtsratsvorsitzender der Metro AG.

## Leben
Conradi studierte Wirtschaftsingenieurwesen, arbeitete ab 1959 bei IBM und ab 1971 im Metro-Konzern.
Von 1996 bis 2000 hatte er den Aufsichtsratsvorsitz inne, nachdem die Kaufhof Holding AG, die Deutsche SB-Kauf AG, die ASKO Deutsche Kaufhaus AG und der Cash & Carry-Bereich zur neuen METRO AG fusioniert hatten. Den Aufsichtsrat musste er 2000 – nach einem verlorenen Machtkampf gegen den Vorstand – verlassen. Im Herbst 2004 wurde er von Otto Beisheim, dem Gründer des Metro-Konzerns, aus allen Funktionen entlassen. Die Gründe sind nicht bekannt.
Am 23. Januar 1999 verlieh ihm die Fakultät für Philosophie, Wirtschafts- und Sozialwissenschaften der Technischen Universität Braunschweig den Ehrendoktor. 2002 erhielt er den Deutschen Handelspreis in der Kategorie Lifetime Award.
Seit 2007 ist Conradi Geschäftsführer der Medical One Holding GmbH sowie Aufsichtsratsvorsitzender der Klinikgruppe Medical One AG mit Sitz in Grünwald und der msg systems AG mit Sitz in Ismaning bei München. Zudem war er «massgeblicher Investor» und Verwaltungsratspräsident der Schweizer Sensile Medical AG, die sich mit der Entwicklung von Pumpen zur Verabreichung von Medikamenten beschäftigt. Diese Gesellschaft wurde 2018 an die deutsche Gerresheimer AG verkauft.
Gemeinsam mit dem 2010 verstorbenen Dieter Bock war Conradi Gesellschafter der Octavian Hotel Holding GmbH (Teil der Octavian King Holdings in Rotterdam), der mehrere Kempinski-Hotels in Deutschland (darunter das Hotel Bristol in Berlin) gehören. Conradi wohnt in der Schweiz. Im Jahre 2020 hat er eine gemeinnützige Stiftung mit dem Namen KAVACEMCO Stiftung gegründet mit Domizil in der Schweiz. Die Stiftung setzt sich für alleinerziehende Mütter sowie hochbegabte Naturwissenschaftler ein.